# Преподобномученик

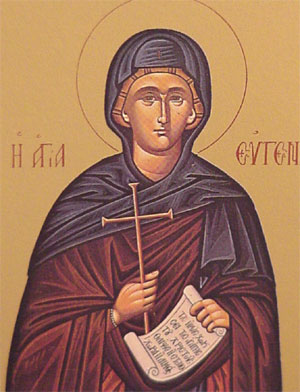
Преподобномученица Евгения Римская

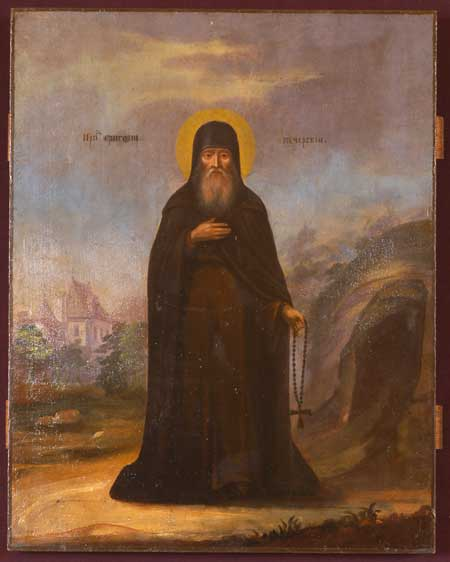
Преподобномученик Григорий Печерский

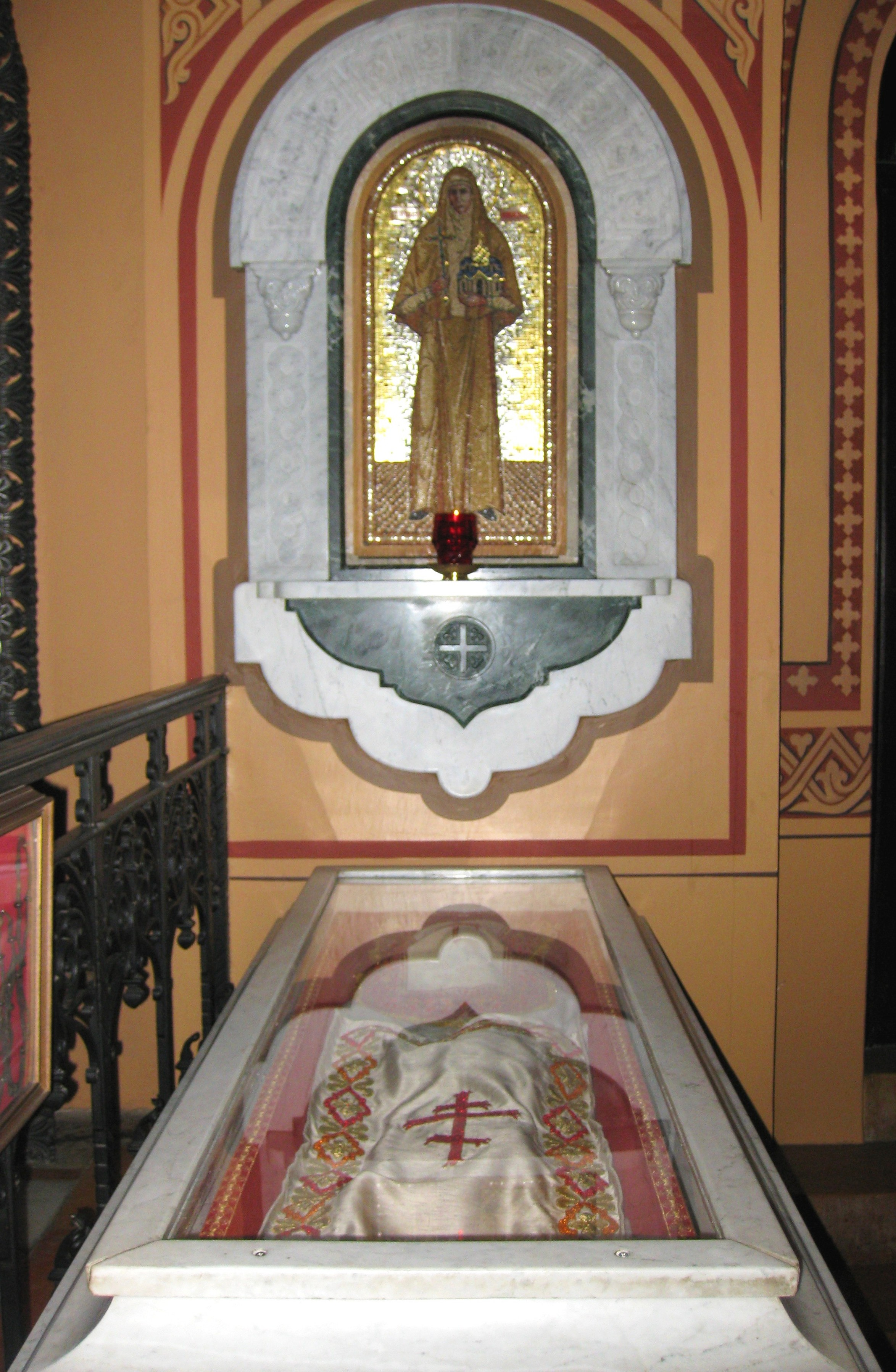
Рака с мощами преподобномученицы Великой княгини Елизаветы в церкви Марии Магдалины

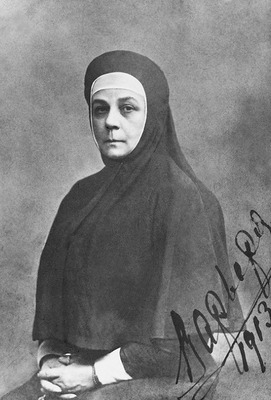
Преподобномученица инокиня Варвара

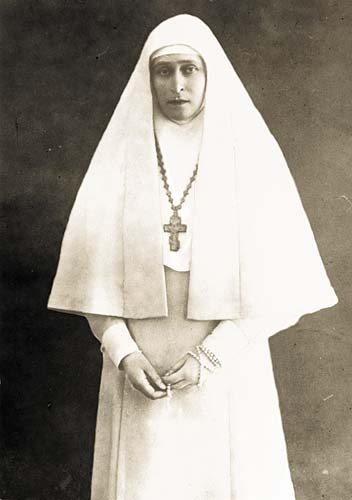
Преподобномученица Великая княгиня Елисавета

Преподобному́ченики (греч. όσιομάρτυς) — православные святые, мученики из монахов. Возникновение данного лика святости связано с возникновением и развитием института монашества. Преподобномученики становились жертвами иноплеменников или своих соотечественников, как в период византийского иконоборчества.

## Первые века христианства
Поскольку христианское монашество развилось в основном по окончании преследования христиан, когда христианство стало господствующей религией Римской империи, почти нет преподобномучеников, которые бы жили в первые века христианства. Среди исключений можно упомянуть Евгению Римскую (память 24 декабря (6 января)), пострадавшую около 262 года. В то же время число священномучеников в тот период было весьма значительно.
С распространением монашества появляются и преподобномученики — как в Византии (например, монахи, пострадавшие от гонений императоров-иконоборцев), так и в Персии и в других странах.
В частности, при императоре-иконоборце Константине Копрониме принял мученическую кончину преподобномученик Андрей Критский (память 17 (30) октября), пострадавший в 767 году. Преподобномученика Андрея Критского следует отличать от святителя Андрея, архиепископа Критского, создателя Великого покаянного канона, читаемого Великим постом.

## Преподобномученики среди русских святых
Среди русских святых в число преподобномучеников входит Григорий, преподобномученик Печерский, в Ближних Антониевых пещерах почивающий (память 8 (21) января), который принял мученическую кончину в 1093 году.

## Новейшее время
В новейшее время многие монашествующие погибли от преследований советского режима. Некоторые из них были канонизированы Церковью: Собор новомучеников и исповедников Российских включает и преподобномучеников, хотя священномученики значительно преобладают. Среди тех, кто положил жизнь за Христа, находятся основательница Марфо-Мариинской обители сестер милосердия Великая княгиня Елисавета и её келейница инокиня Варвара, сброшенные в шахту в окрестностях Алапаевска в 1918 году.

## Часто используемые сокращения
В календарях, выпускаемых Русской Православной Церковью, нередко используются следующие сокращения:
- прмц. — преподобномученица;
- прмцц. — преподобномученицы;
- прмч. — преподобномученик;
- прмчч. — преподобномученики.